# Sítios de arte rupestre do Vale do Coa

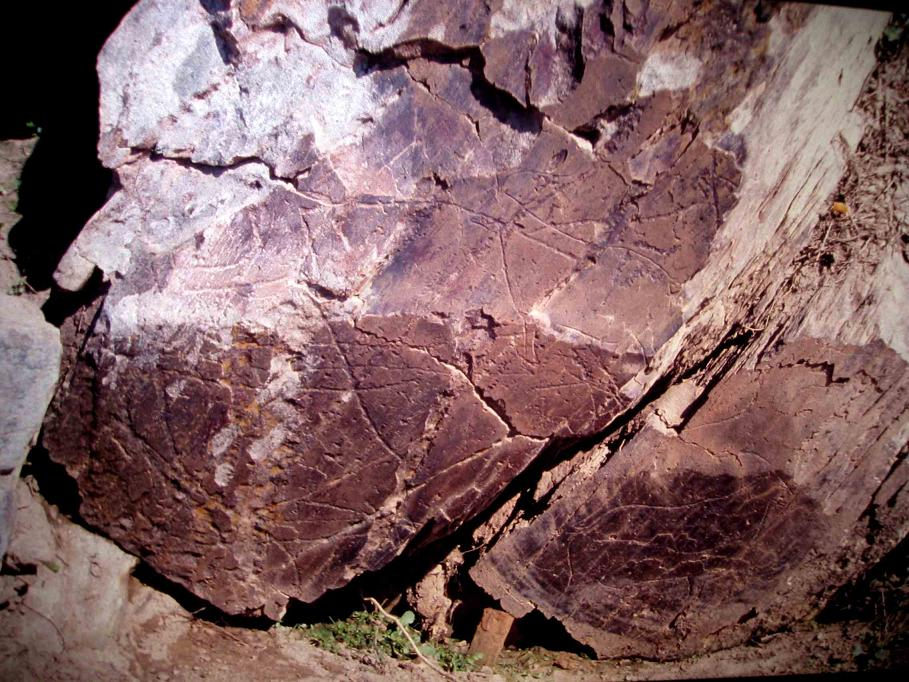
Gravura rupestre - Penascosa - Vila Nova de Foz Côa

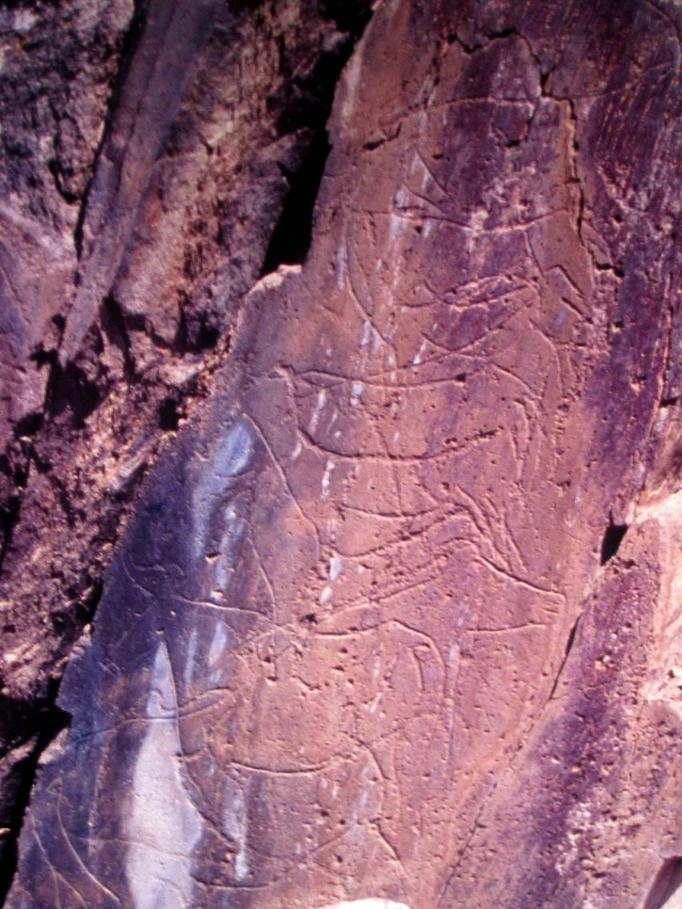
Conjunto de gravuras rupestres - Penascosa - Vila Nova de Foz Côa

Os sítios de arte rupestre do Vale do Coa (pré-AO 1990: Vale do Côa), constituem uma rara concentração de arte rupestre composta por gravuras em pedra datadas do Paleolítico Superior (22 000–10 000 a.C.), situada ao longo das margens do rio Côa, nos municípios de Vila Nova de Foz Côa, Figueira de Castelo Rodrigo, Mêda e Pinhel.
O Vale do Côa apresenta mais de 1.200 rochas, distribuídas por 20 mil hectares de terreno com manifestações rupestres, sendo predominantes as gravuras paleolíticas, executadas há mais de 25.000 anos.

## História
Após alguns anos de trabalhos em campo, uma pequena equipa liderada pelo arqueólogo Transmontano, Nélson Rebanda, o património mundial enriqueceu-se em 1994 com o achado do maior complexo de arte rupestre paleolítico ao ar livre conhecido até hoje. Há 20 000 anos, o homem gravou milhares de desenhos representando cavalos e bovídeos nas rochas xistosas do Vale do Côa, afluente do rio Douro, no nordeste de Portugal. 
Devido ao interesse na costrução de uma barragem no Rio Côa, o Governo português, na altura liderado por Cavaco Silva, não revelou a existência das gravuras rupestres à população portuguesa, até que, em novembro de 1994, uma equipa de arqueólogos portugueses, onde se incluem Mila Simões de Abreu, João Zilhão e outros, vieram a público divulgar a existência e a importância das gravuras para a história do Paleolítico, tendo a SIC tido um papel crucial na mediatização da descoberta, tendo sido desencadeado assim o Movimento para a Salvaguarda das Gravuras de Foz Côa.
Desde Agosto de 1996, o Parque Arqueológico do Vale do Côa organiza visitas a alguns núcleos de gravuras.No Vale do Côa existem centenas, talvez milhares de gravuras do período Paleolítico. O seu estudo está a ser realizado por uma equipa de arqueólogos coordenada por Mário Varela Gomes e António Martinho Baptista e demorará anos, talvez décadas.
As gravuras têm como suporte superfícies verticais de xisto, com exposição preferencial a nascente. A dimensão das gravuras oscila entre 15 cm e 180 cm, embora predominem as de 40–50 cm de extensão. As técnicas de gravação usadas são a picotagem e o abrasão, que por vezes coexistem, com o abrasão regularizando a picotagem. Os traços são largos, embora sejam por vezes acompanhados de uma grande quantidade de finos traços, que serviram de esboço ou complementavam os anteriores. Noutros casos, estes traços finos desenham formas dificilmente perceptíveis. Existem também gravuras preenchidas com traços múltiplos.
As gravuras representam essencialmente figuras animalistas, embora se conheça uma representação humana e outra abstracta. Em Março de 1995, ainda não se conheciam representações de signos, característicos da arte rupestre paleolítica. Os animais mais representados são os cavalos e os bovídeos (auroques, extintos). Exclusivos em certos núcleos, eles podem também coexistir com caprídeos e cervídeos. Os animais aparecem isolados ou em associação, constituindo autênticos painéis. As representações de animais podem sobrepor-se mais ou menos densamente, como podem também estar bem individualizadas.
Em Agosto de 2010, a UNESCO adicionou Siega Verde ao sítio de arte rupestre do Vale do Côa, criando assim um núcleo transfronteiriço entre o Vale do Douro e a província espanhola de Salamanca .
Entre 2010 e finais de 2017, cerca de 19 000 pessoas visitaram o Parque Arqueológico do Vale do Côa.
Desde 2018 a Arte do Côa (que inclui o Museu e Parque Arqueológico do Vale do Côa) passou a integrar o Itinerário Cultural do Conselho da Europa, onde são representados sítios como Lascaux, Chauvet, Niaux (França), Altamira (Espanha) ou Valcamónica (Itália).
Em 2022, arqueólogos da Fundação Côa Parque colocaram a descoberto a gravura de uma cabra montesa numa placa de xisto com cerca de 12.000 anos, durante prospeções no Parque Arqueológico do Côa. Esta placa de xisto agora descoberta representa uma cabra montesa que foi identificada um novo sítio com arte móvel no território do Parque Arqueológico do Vale do Côa, no concelho de Foz Côa. A arte móvel é um tipo de arte paleolítica que se inscreve em suportes de pequeno tamanho (pedra, osso, haste ou marfim), passíveis de serem transportados. A placa de xisto encontra-se queimada e apresenta numa das faces a representação dos quartos dianteiros do que parece ser uma pequena cabra montesa, que segue um segundo animal de maior tamanho, cuja cauda curta e encurvada sugere tratar-se de um veado ou de uma cerva, ao qual falta a cabeça devido a fratura do suporte. Estas figuras apresentam os corpos muito geometrizados e são gravadas por incisão, o seu interior encontra-se totalmente preenchido por linhas igualmente incisas, um tipo de preenchimento a que os arqueólogos chamam “preenchimento estriado”.

## Locais classificados
Em março de 1995 já tinham sido identificados 14 locais de arte rupestre paleolítica, distribuindo-se ao longo de uma dezena de quilómetros. Em maio de 2013 foram incluídos o restantes núcleos, num total de 22.
O parque detém mais de mil rochas com manifestações rupestres, identificadas em mais de 80 sítios distintos, sendo predominantes as gravuras paleolíticas, executadas há cerca de 30.000 anos.

## Núcleos

### Broeira
Traços lineares cérvico-dorsais. Localizado em Castelo Melhor (Vila Nova de Foz Coa).
É monumento nacional e Património Mundial da UNESCO (1998).

### Canada do Inferno/Rego da Vide
Rocha 1, com figuras densamente sobrepostas, mostrando a associação de dois bovídeos e a gravura de um cavalo, ou cervídeo. Gravuras incisas preenchidas com traços múltiplos. O caprídeo também está, embora escassamente, representado. Existem mais 10 painéis, submersos pelas águas do regolfo da barragem do Pocinho. Incluem um possível veado em sobreposição e um cavalo com cerca de 180 cm. Localizado na freguesia de Vila Nova de Foz Coa.
É monumento nacional e Património Mundial da UNESCO (1998).

### Faia
Figuras gravadas no granito (único caso conhecido na altura), representando dois bovídeos afrontados e a sequência de quatro cabeças de bovídeo apontadas em direcção ao chão. As gravuras estão associadas a pinturas esquemáticas da Pré-história recente. Certos traços pintados acrescentam pormenores não gravados, admitindo-se a hipótese de alguns dos elementos pictóricos serem paleolíticos. Localizado em Cidadelhe (Pinhel).
É monumento nacional e Património Mundial da UNESCO (1998).

### Faia/Vale Afonsinho
Localizado em Vale de Afonsinho (Figueira de Castelo Rodrigo).
É monumento nacional e Património Mundial da UNESCO (1998)

### Vale dos Namorados
Localizado em Castelo Melhor.
É monumento nacional.

### Vale de Moinhos
Duas rochas com zoomorfos incisos preenchidos com traços múltiplos. Localizado na freguesia de Vila Nova de Foz Côa.
É monumento nacional e Património Mundial da UNESCO (1998).

### Vale da Figueira/Teixugo
Representação exclusiva de bovídeos. Localizado na freguesia de Vila Nova de Foz Côa.
É monumento nacional e Património Mundial da UNESCO (1998).

### Ribeira de Piscos/Quinta dos Poios
Representação exclusiva de bovídeos, sendo de destacar um pequeno touro com 15 cm de comprimento. Rocha II com representação de um cervídeo, sem haste (possível fêmea) executado em traço fino por abrasão, grandes bovídeos com cerca de 180 cm, uma cena de acasalamento de dois equídeos, em sobreposição parcial, e a representação de um homem. Localizado em Muxagata (Vila Nova de Foz Côa).
É monumento nacional e Património Mundial da UNESCO (1998).

### Meijapão
Localizado em Castelo Melhor.
É monumento nacional e Património Mundial da UNESCO (1998).

### Fonte Frieira
Localizado em Castelo Melhor.
É monumento nacional e Património Mundial da UNESCO (1998).

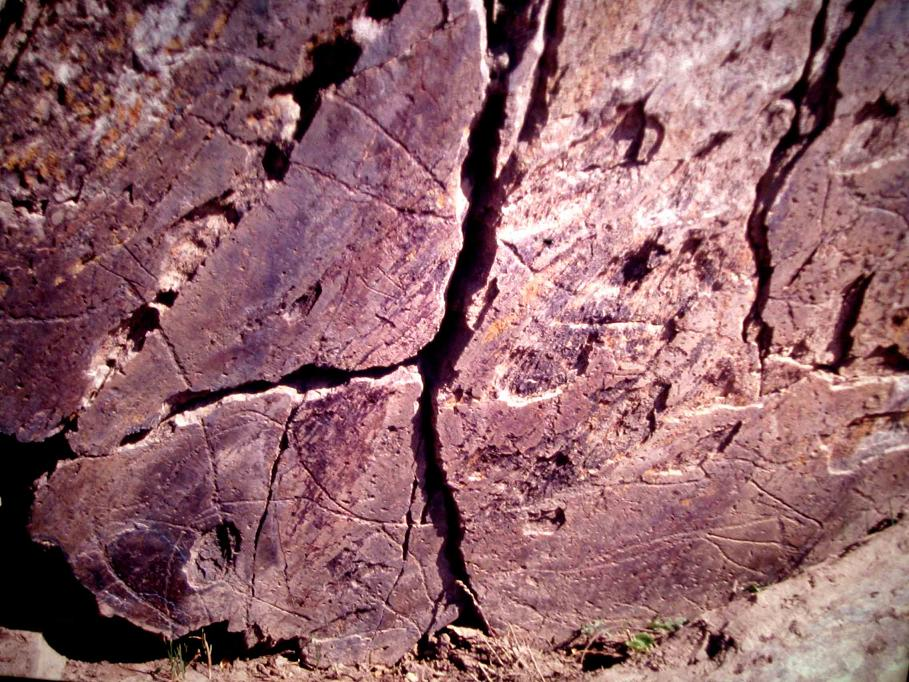
Gravura rupestre - Penascosa - Vila Nova de Foz Côa

### Penascosa
Dois caprídeos, medindo 15 cm de comprimento. A rocha 3 apresenta um grupo de bovídeos, densamente sobrepostos, executados por abrasão, sobrepondo-se a uma cabeça de cavalo executada por percussão. Localizado em Castelo Melhor.
É monumento nacional e Património Mundial da UNESCO (1998).

### Ribeirinha
Localizado em Almendra (Vila Nova de Foz Côa).
É monumento nacional e Património Mundial da UNESCO (1998).

### Quinta do Fariseu
Localizado na freguesia de Vila Nova de Foz Côa.
É monumento nacional e Património Mundial da UNESCO (1998).

### Quinta da Barca
Representações exclusivas de caprídeos. Localizado em Chãs (Vila Nova de Foz Côa).
É monumento nacional e Património Mundial da UNESCO (1998).

### Canada da Moreira
Localizado em Castelo Melhor.
É monumento nacional e Património Mundial da UNESCO (1998).

### Canada do Amendoal
Pequeno painel sob abrigo, com figuras incisas preenchidas com traços múltiplos. Localizado em Castelo Melhor.
É monumento nacional e Património Mundial da UNESCO (1998).

### Vale de Cabrões
Traços lineares cérvico-dorsais. Localizado na freguesia de Vila Nova de Foz Coa.
É monumento nacional e Património Mundial da UNESCO (1998).

### Vermelhosa
Localizado na freguesia de Vila Nova de Foz Côa.
É monumento nacional e Património Mundial da UNESCO (1998).

### Foz do Côa
Localizado na freguesia de Vila Nova de Foz Côa.
É monumento nacional e Património Mundial da UNESCO (1998).

### Vale de José Esteves
Um veado inciso preenchido com traços múltiplos. Localizado na freguesia de Vila Nova de Foz Côa.
É monumento nacional e Património Mundial da UNESCO (1998).

### Alto da Bulha
Localizado na freguesia de Vila Nova de Foz Côa.
É monumento nacional e Património Mundial da UNESCO (1998).

### Vale do Forno
Localizado na freguesia de Vila Nova de Foz Côa.
É monumento nacional e Património Mundial da UNESCO (1998).

## Estação arqueológica

### Quinta de Santa Maria da Ervamoira
Localizado em Chãs (Vila Nova de Foz Côa).
É monumento nacional e Património Mundial da UNESCO (1998).

## Núcleo Arqueológico

### Habitat Paleolítico do Salto do Boi/Cardina
Localizado em Santa Comba (Vila Nova de Foz Côa).
É monumento nacional e Património Mundial da UNESCO (1998).

## Locais em via de classificação

### Vale Videiro (V. N. de Foz Côa)
[carece de fontes?]